# 卡德德乌
卡德德乌，是西班牙加泰罗尼亚巴塞罗那省的一个市镇。总面积12平方公里，总人口17533人（2013年），人口密度1360人/平方公里。